# James Robertson Justice
James Robertson Justice, född 15 juni 1907 i London, England, död 2 juli 1975 i Hampshire, England, var en brittisk skådespelare. Han var känd för sin roll som läkaren Sir Lancelot Spratt i komedifilmen Doktorn är här (1954) och flera uppföljare. Han medverkade totalt i över 80 filmer 1944-1972.

## Filmografi, urval
- 1948 – Kvartett
- 1948 – De fria viddernas män
- 1948 – Vice Versa
- 1948 – Under jorden
- 1949 – Massor av whisky
- 1950 – Det farliga spelet
- 1951 – Chans att leva
- 1951 – Piratdrottningen
- 1952 – Robin Hood
- 1954 – Doktorn är här
- 1955 – Doktorn går till sjöss
- 1955 – Operation Tirpitz
- 1956 – Kamrat i svarta spetsar
- 1956 – Moby Dick
- 1957 – Doktorn är lös
- 1960 – Doktorn är kär
- 1961 – Oss muntra musikanter emellan
- 1961 – 4.50 från Paddington
- 1961 – Kanonerna på Navarone
- 1961 – I fräckaste laget
- 1962 – Den vilda ladyn
- 1962 – Massor av bovar
- 1963 – Das Feuerschiff
- 1964 – Hennes vilda far
- 1966 – Doktorn går till sängs
- 1968 – Chitty Chitty Bang Bang